# Carmen Zubillaga
Carmen Susana Duijm Zubillaga (sinh ngày 11 tháng 8 năm 1936) là một Hoa hậu của Venezuela. Trước đó, bà đã từng lọt vào bán kết của cuộc thi Hoa hậu Hoàn vũ. Tại cuộc thi Hoa hậu Thế giới tổ chức tại Luân Đôn năm 1955 bà đã đoạt danh hiệu Hoa hậu Thế giới. Bà đã trở thành người phụ nữ Nam Mỹ đầu tiên đoạt danh hiệu Hoa hậu Thế giới. Người kế vị của bà là Petra Susanna Schürmann, đến từ Tây Đức.